# Enoplognatha marmorata
Enoplognatha marmorata är en spindelart som först beskrevs av Nicholas Marcellus Hentz 1850.  Enoplognatha marmorata ingår i släktet Enoplognatha och familjen klotspindlar. Inga underarter finns listade i Catalogue of Life.